# Lomas Blancas
Le Lomas Blancas est un volcan du Chili qui se présente sous la forme d'un stratovolcan aux pentes régulières et relativement modérées. Son sommet, qui s'élève à 2 268 mètres d'altitude, est formé par le rebord nord-ouest d'une caldeira en forme de fer à cheval ouvert en direction du sud-est. Des ponces provenant du Nevado de Longaví situé au nord-ouest recouvrent le volcan.